# Sulpicjusz Rufus
Serwiusz Sulpicjusz Rufus (łac. Servius Sulpicius Rufus; ur. ok. 106 p.n.e., zm. 43 p.n.e.) – rzymski prawnik i retor.

## Biografia
Urodził się ok. 106 r. p.n.e. Był konsulem w roku 51, i zarządcą prowincji Achaja w latach 46–45. Rówieśnik Cycerona, z którym kształcił się w retoryce i filozofii.
Rozwijał swoją karierę jako pisarz i nauczyciel. Był jednym z pierwszych, który pisał monografie np. O posagach (De dotibus), zapoczątkował pisanie komentarzy do edyktu pretorskiego (Ad edictum libri II), a jego olbrzymi zbiór opinii prawnych potomni szacowali aż na 180 ksiąg. Obok Scewoli był jednym z najwybitniejszych prawników okresu republiki. Fragmenty jego dzieł prawniczych przetrwały w cytatach późniejszych jurystów i innych pisarzy między innymi Cycerona i Gelliusza. Zachowało się jego sławne Pocieszenie (Consolatio) adresowane do Cycerona w roku 45, z wyrazami współczucia po śmierci jego córki, Tullii.